# أبوالبق (حومة دامغان)
أبوالبق (بالفارسية: ابوالبق) هي مستوطنة تقع في إيران في منطقة مركزية ريفية. يقدر عدد سكانها بـ 52 نسمة بحسب إحصاء 2016.